# Adriane Lenox
Adriane Lenox (Memphis, Tennessee; 11 de septiembre de 1956) es una actriz estadounidense, conocida por sus actuaciones en el teatro de Broadway. Su actuación en la obra Doubt: A Parable le otorgó el Premio Tony a la mejor actriz destacada en una obra en 2005. Recibió otra nominación al Premio Tony por After Midnight en 2014.

## Primeros años
Lenox asistió a Lambuth College en Jackson, Tennessee, y tiene un título en drama. Ella apareció en Is not Misbehavin en Nueva York después de haberse graduado.

## Carrera

### En el escenario
Lenox apareció en Doubt: A Parable en Broadway en el año 2005, como la "Sra. Muller". Ganó el Premio Tony, como "Mejor Interpretación por una Actriz Destacada en una Obra" por esta actuación. Realizó otras apariciones en Broadway, incluyendo a "Hattie" en el reestreno de Broadway de Bésame, Kate en 1999, un show;El Fascinante Ritmo de los Gershwins en 1999,
 Caroline, or Change en 2004, como reserva para "Caroline Thibodeaux", y Chicago como la "Matrona" (reemplazo de agosto de 2007 a octubre de 2007). Apareció en Broadway en After Midnight, en 2013, repitiendo su papel en el New York City Center Encores! puesta en escena en Cotton Club Parade.
Lenox ha aparecido en muchas producciones de Off-Broadway, comenzando con Colmena en 1986 en el Village Gate (Piso superior). Ella apareció en "Drama con Música" de Dinah Was,  desde mayo de 1998 hasta enero de 1999 en el Teatro Gramercy en los papeles de Maye / Waitress / Violet, ganando así el Premio Obie, por su actuación (1997-1998).

### Cine y televisión
Lenox tuvo un papel en la película de 2009 The Blind Side (Un Sueño Posible), como "Denise Oher". Sus otros créditos cinematográficos incluyen Black Snake Moan (El lamento de la serpiente negra) (2009), My Blueberry Nights (Noches púrpuras) (2007), The Sorcerer's Apprentice (El Aprendiz del Brujo) (2010) y The Butler (El Mayordomo) (2013).
En televisión, Lenox ha aparecido en episodios de Law & Order, Law & Order: Special Victims Unit, Third Watch y Nurse Jackie. Ella tenía papeles recurrentes en Lipstick Jungle, 30 Rock, Daños y perjuicios, Daredevil, The Blacklist y The Path. También tuvo un papel en la película de HBO The Immortal Life of Henrietta Lacks, protagonizada por Oprah Winfrey.